# Fumettology
Fumettology - I miti del fumetto italiano è una serie di documentari italiana dedicata ai principali personaggi del fumetto italiano, in onda tra il 2012 e il 2015. La serie è stata scritta, prodotta e realizzata dalla Fish-Eye Digital Video Creation ed ha esordito il 20 dicembre 2012 su Rai 5, mentre la seconda e terza stagione vengono trasmesse su Rai 4.

## Struttura e contenuti
Le singole puntate presentano alcune informazioni riguardanti il fumetto prescelto, definendo le caratteristiche del protagonista, dei personaggi secondari e degli eventuali nemici. A fornire le notizie sono gli stessi autori, sia sceneggiatori che disegnatori, che realizzano le storie, i quali rispondono a domande riguardanti il fumetto. Nei casi come Valentina in luogo del creatore Guido Crepax, scomparso da dieci anni, sono intervenuti gli eredi.
Oltre alla descrizione delle serie di cui sono stati protagonisti, la trasmissione presenta una sezione dedicata all'influenza che il personaggio ha avuto nella società italiana e la presenza di un lettore, una personalità nota esterna alla produzione e al settore, che raccontava del suo legame col fumetto.
Nella seconda stagione sono presenti 6 puntate incentrate su 3 autori e i loro lavori. Le puntate restano della durata di 30 minuti come nella prima stagione ma si articolano in due parti per ogni personaggio o autore trattato.

## Puntate

### Prima stagione
| Nr.      | Data             | Personaggio                                                       | Autori                                                            | Casa editrice                                                     |
| -------- | ---------------- | ----------------------------------------------------------------- | ----------------------------------------------------------------- | ----------------------------------------------------------------- |
| 1        | 20 dicembre 2012 | Tex                                                               | Gian Luigi Bonelli - Galep                                        | Sergio Bonelli Editore                                            |
| 2        | 27 dicembre 2012 | Diabolik                                                          | Angela e Luciana Giussani                                         | Astorina                                                          |
| 3        | 3 gennaio 2013   | Valentina                                                         | Guido Crepax                                                      | Linus                                                             |
| 4        | 10 gennaio 2013  | Zagor                                                             | Guido Nolitta - Gallieno Ferri                                    | Sergio Bonelli Editore                                            |
| 5        | 17 gennaio 2013  | Lupo Alberto                                                      | Silver                                                            | McK Publishing                                                    |
| 6        | 24 gennaio 2013  | Nathan Never                                                      | Michele Medda - Antonio Serra - Bepi Vigna                        | Sergio Bonelli Editore                                            |
| 7        | 31 gennaio 2013  | Martin Mystère                                                    | Alfredo Castelli                                                  | Sergio Bonelli Editore                                            |
| 8        | 7 febbraio 2013  | Max Fridman                                                       | Vittorio Giardino                                                 | Edizioni L'Isola Trovata                                          |
| 9        | 14 febbraio 2013 | Dylan Dog                                                         | Tiziano Sclavi                                                    | Sergio Bonelli Editore                                            |
| 10       | 21 febbraio 2013 | John Doe                                                          | Lorenzo Bartoli - Roberto Recchioni                               | Eura Editoriale                                                   |
| Speciale | 4 aprile 2013    | Puntata più lunga formata con le scene eliminate delle precedenti | Puntata più lunga formata con le scene eliminate delle precedenti | Puntata più lunga formata con le scene eliminate delle precedenti |

### Seconda stagione
| Nr. | Data              | Personaggio                | Autori                          | Casa editrice                        |
| --- | ----------------- | -------------------------- | ------------------------------- | ------------------------------------ |
| 1   | 26 maggio 2014    | Rat-Man                    | Leo Ortolani                    | Panini Comics                        |
| 2   | 10 giugno 2014    | Magico Vento               | Gianfranco Manfredi             | Sergio Bonelli Editore               |
| 3   | 23 giugno 2014    |                            | Gipi                            |                                      |
| 4   | 14 settembre 2014 | Cattivik - prima parte     | Bonvi                           | Edizioni Alpe                        |
| 5   | 18 settembre 2014 | Zerocalcare                | Zerocalcare                     | Bao Publishing                       |
| 6   | 21 settembre 2014 | Cattivik - seconda parte   | Bonvi                           | Edizioni Alpe                        |
| 7   | 28 settembre 2014 | Ken Parker - prima parte   | Giancarlo Berardi/Ivo Milazzo   | Sergio Bonelli Editore/Panini Comics |
| 8   | 2 ottobre 2014    |                            | Andrea Pazienza - prima parte   |                                      |
| 9   | 5 ottobre 2014    | Ken Parker - seconda parte | Giancarlo Berardi/Ivo Milazzo   | Sergio Bonelli Editore/Panini Comics |
| 10  | 9 ottobre 2014    |                            | Andrea Pazienza - seconda parte |                                      |
| 11  | 12 ottobre 2014   | Julia - prima parte        | Giancarlo Berardi               | Sergio Bonelli Editore               |
| 12  | 19 ottobre 2014   | Julia - seconda parte      | Giancarlo Berardi               | Sergio Bonelli Editore               |
| 13  | 26 ottobre 2014   |                            | Hugo Pratt - prima parte        |                                      |
| 14  | 2 novembre 2014   |                            | Hugo Pratt - seconda parte      |                                      |
| 15  | 9 novembre 2014   | Topolino - prima parte     | Walt Disney                     | The Walt Disney Company              |
| 16  | 16 novembre 2014  | Topolino - seconda parte   | Walt Disney                     | The Walt Disney Company              |
| 17  | 23 novembre 2014  | Orfani - prima parte       |                                 | Sergio Bonelli Editore               |
| 18  | 30 novembre 2014  | Orfani - seconda parte     |                                 | Sergio Bonelli Editore               |

### Terza stagione
| Nr. | Data              | Personaggio      | Autori                                                 | Casa editrice               |
| --- | ----------------- | ---------------- | ------------------------------------------------------ | --------------------------- |
| 1   | 27 settembre 2015 |                  | Giacomo Bevilacqua                                     |                             |
| 2   | 4 ottobre 2015    | The Walking Dead | Robert Kirkman                                         | Image Comics/saldaPress     |
| 3   | 11 ottobre 2015   |                  | Sio                                                    |                             |
| 4   | 18 ottobre 2015   |                  | Ratigher                                               |                             |
| 5   | 25 ottobre 2015   | Dragonero        | Luca Enoch/Stefano Vietti                              | Sergio Bonelli Editore      |
| 6   | 1º novembre 2015  |                  | David Messina, Werther Dell’Edera, Emanuela Lupacchino | DC Comics e Marvel Comics   |
| 7   | 8 novembre 2015   |                  | Carmine Di Giandomenico, Sara Pichelli, Valerio Schiti | DC Comics e Marvel Comics   |
| 8   | 22 novembre 2015  |                  | Tuono Pettinato                                        |                             |
| 9   | 29 novembre 2015  | Lukas            | Michele Medda/Michele Benevento                        | Sergio Bonelli Editore      |
| 10  | 6 dicembre 2015   |                  | Paolo Bacilieri                                        |                             |
| 11  | 13 dicembre 2015  | Saga             | Brian K. Vaughan/Fiona Staples                         | Image Comics/BAO Publishing |
| 12  | 20 dicembre 2015  |                  | LRNZ                                                   |                             |